# Mercedes-Benz O530G
Mercedes-Benz O530G (Mercedes-Benz Citaro G) – przegubowy autobus miejski produkowany od 1997 roku przez Mercedes-Benz/EvoBus w ramach rodziny Mercedes-Benz Citaro. Od 2012 roku produkowana jest druga generacja pojazdu oznaczona dodatkowym symbolem C2.

## Geneza
W 1990 roku Mercedes-Benz rozpoczął produkcję niskowejściowego autobusu miejskiego O405GN, który w 1994 roku przeszedł facelifting wprowadzając na rynek równoległy model O405GN2. Pojazdy te spotkały się z dużą popularnością w Niemczech i Francji, skąd na początku XXI wieku sprowadzono do Polski wiele używanych egzemplarzy autobusów tego typu. Można było je zobaczyć m.in. w Gdańsku, Gdyni, Łodzi, czy też Jaworznie. Pojazdy te jednak miały część wysokiej podłogi, przez co zostały zastąpione nową generacją autobusów miejskich Mercedes-Benz o nazwie O530 Citaro.

## I generacja
W 1997 roku na targach UITP w Stuttgarcie Mercedes-Benz zaprezentował nową linię autobusów miejskich Mercedes-Benz Citaro obejmującą zarówno pojazdy niskowejściowe, jak i przegubowy model Citaro G (od niemieckiego Gelenkbus – autobus przegubowy). Autobusy były napędzane silnikami Mercedes-Benz spełniającymi normę emisji spalin Euro 3, natomiast skrzynię biegów dostarczała firma Voith. Pojazdy są produkowane w Mannheim w Niemczech i w Ligny-en-Barrois we Francji. Autobusy te produkowano także w wersji napędzanej sprężonym gazem ziemnym oznaczane symbolem CNG. W Polsce autobusy I generacji wyprodukowane w latach 1998-2006 jeżdżą m.in. w Gliwicach, Łodzi, czy też Sosnowcu.
W 2006 roku wraz z wprowadzeniem normy emisji spalin Euro 4 zaprezentowano nowy wygląd rodziny Citaro. Krawędzie pojazdu zostały wygładzone, zmieniono kształt reflektorów, wprowadzono wcięcie w przedniej atrapie. Zmieniona została także tylna ściana pojazdu. I generacja Citaro była produkowana do 2013 roku. Do autobusów przegubowych dołączył model niskowejściowy (Citaro GÜ – z niemieckiego Überland – podmiejski), a także autobus Mercedes-Benz CapaCity o długości 21 m i nowym designem. Autobusy typu O530G po faceliftingu w Polsce zakupiono m.in. w Bielsku-Białej, Białymstoku, Bydgoszczy, Częstochowie, Katowicach, Krakowie, czy też Wrocławiu.
Według danych producenta łącznie sprzedano 30 000 sztuk modelu Citaro, z czego ok. 1/3 stanowią autobusy typu Citaro G.

## Citaro C2
W 2011 roku Mercedes-Benz zaprezentował nową generację rodziny Mercedes-Benz Citaro. Zmiany objęły jednostkę napędową – napęd stanowi silnik spełniający normę emisji spalin Euro 5 EEV, a od 2013 roku Euro 6. Wersje z silnikiem Euro 6 charakteryzują się innymi tylnymi światłami oraz nadbudową na dachu w tylnej części pojazdu. W 2015 roku z linii montażowej zjechał Mercedes-Benz Citaro GÜ będący 5000. Citaro z silnikiem Euro 6. Pierwsze przegubowe Citara C2 w Polsce trafiły w 2013 roku do PKS Gdynia, ponadto pojazdy tego typu jeżdżą m.in. w Gdańsku, czy też Białymstoku.

## Uwagi

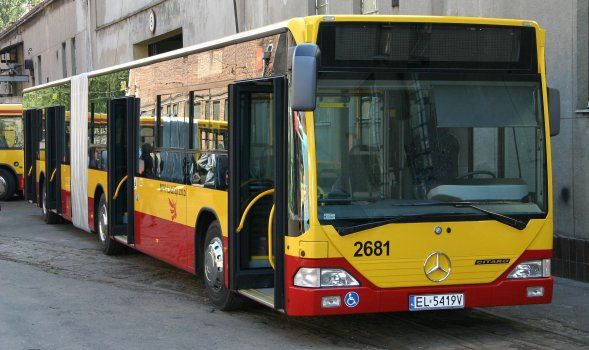
Citaro G I generacji należące do MPK Łódź
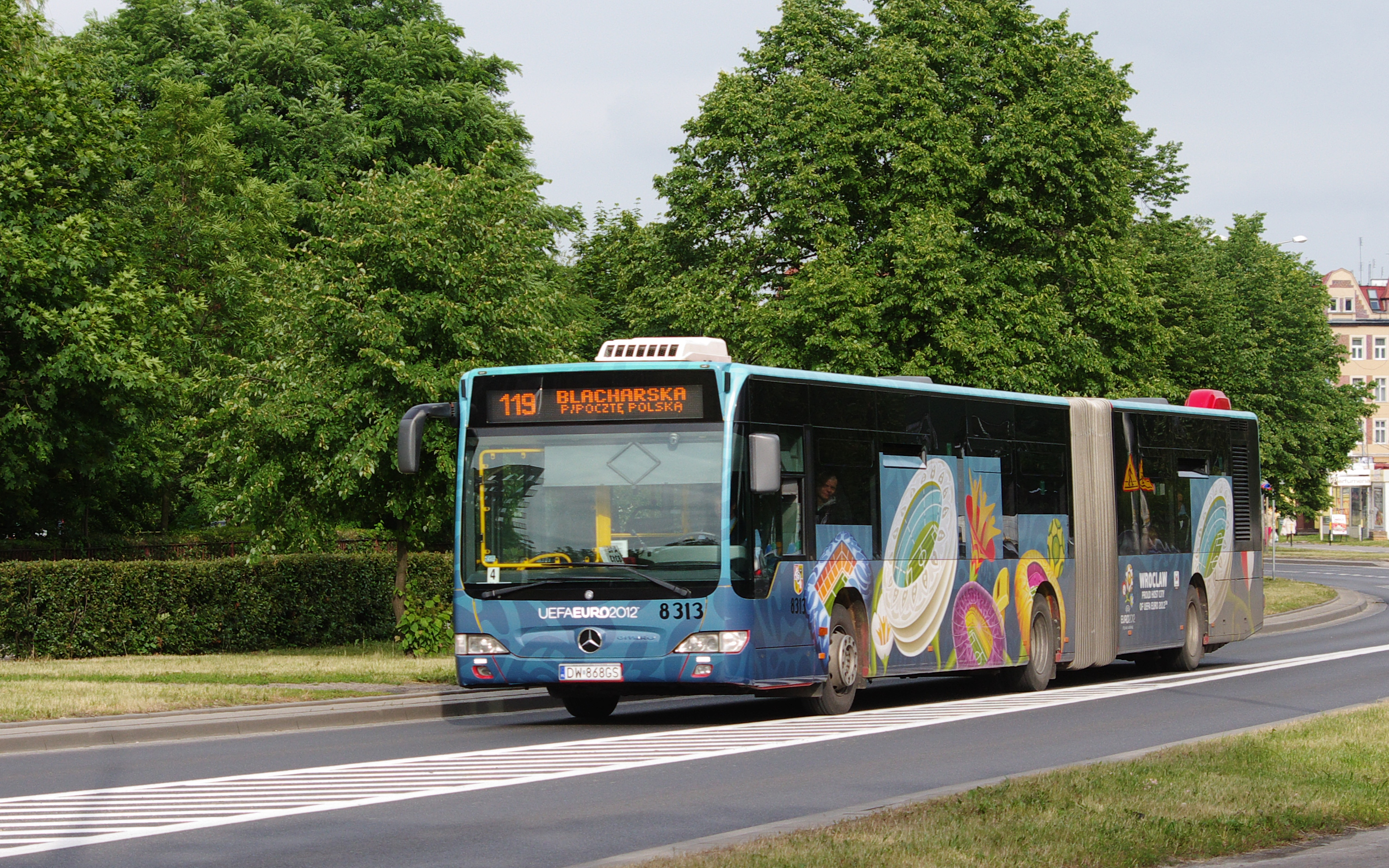
Citaro G I generacji po faceliftingu (MPK Wrocław)
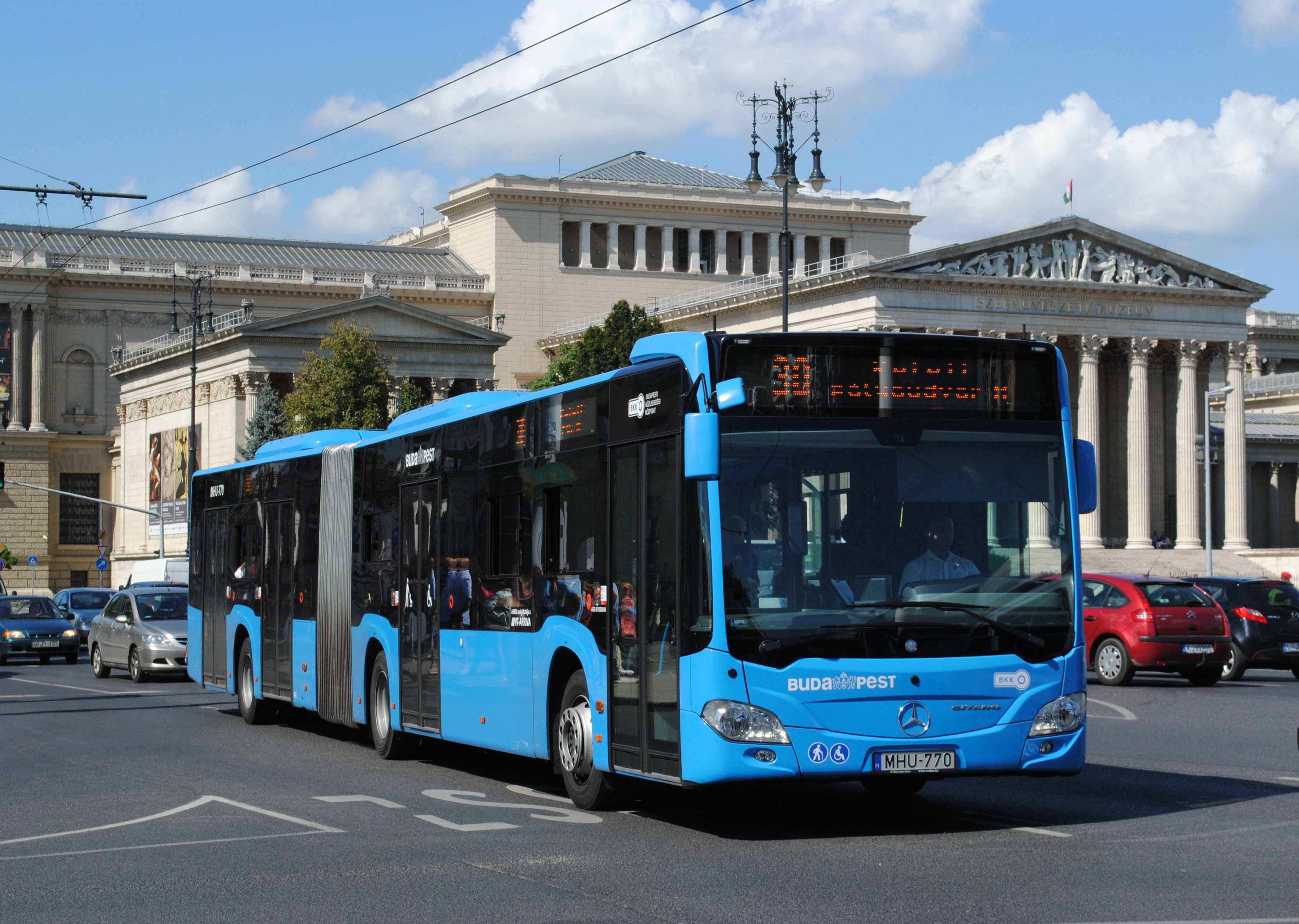
Mercedes Citaro C2 G w Budapeszcie
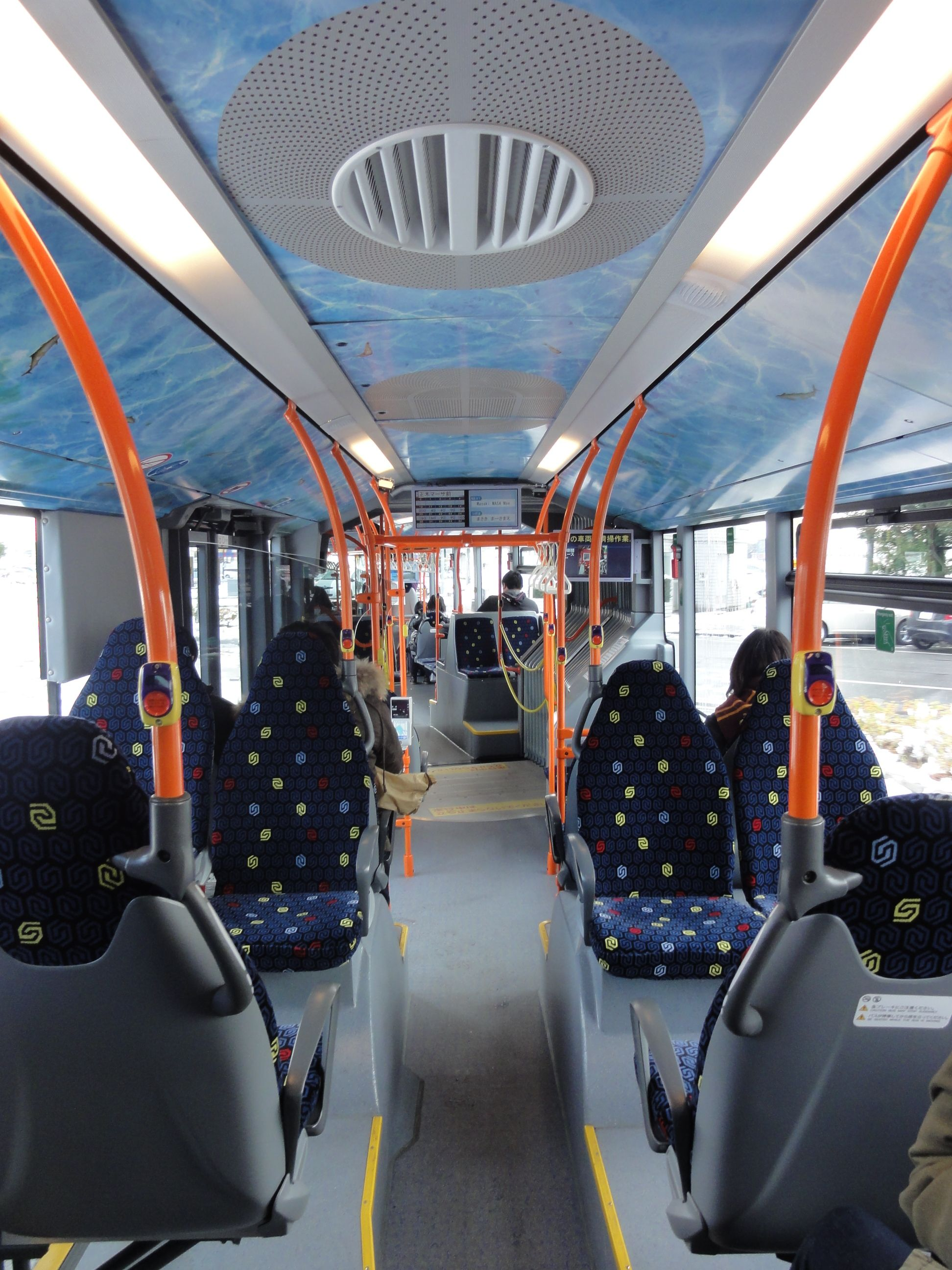
Wnętrze Citara G
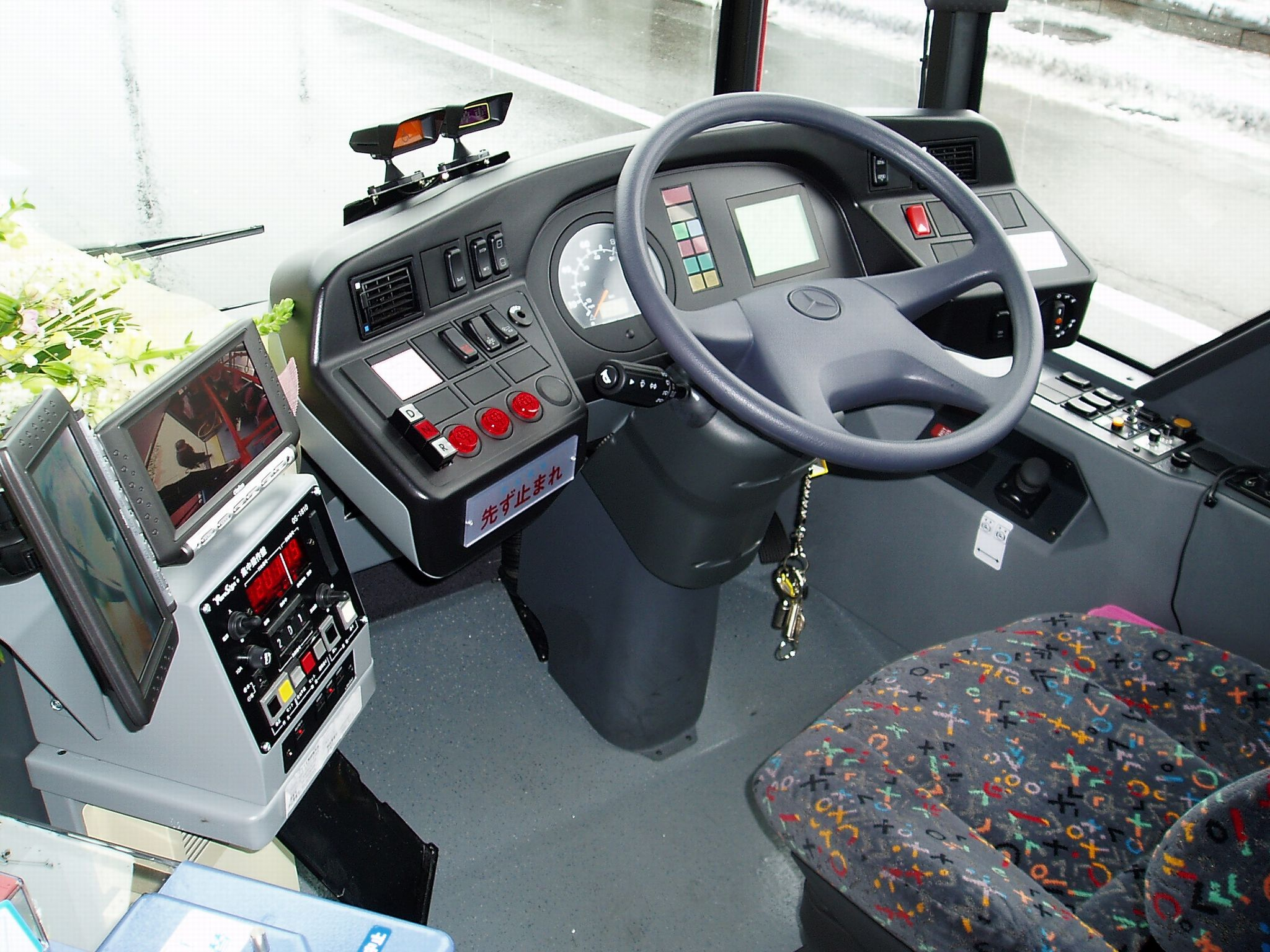
Kabina kierowcy Citaro G (wersja ruchu lewostronnego)

## Citaro G w Polsce
| Przewoźnik        | Liczba sztuk | Rok produkcji                 | Przypis           |
| ----------------- | ------------ | ----------------------------- | ----------------- |
| PKM Gliwice       | 8 (10)       | 2001                          | [ 6 ] [ 7 ] [ 8 ] |
| GAiT Gdańsk       | 9            | 2016                          | [ 9 ]             |
| KPA Kombus        | 7            | 2000/2001/2002/2003/2010/2011 | [ 10 ]            |
| MPK Łódź          | 7            | 2006                          | [ 11 ]            |
| MPK Wrocław       | 43/83        | 2008                          | [ 12 ]            |
| MPK Kraków        | 6            | 2011                          | [ 13 ]            |
| Minibus Karczew   | 3            | 2000-2001                     | [ 14 ]            |
| MPK Lublin        | 27           | 2011                          | [ 15 ]            |
| MZK Bydgoszcz     | 21           | 2007                          | [ 16 ]            |
| Transgór Rybnik   | 2            | 1999                          |                   |
| PA Gryf           | 2            | 2004-2009                     | [ 17 ]            |
| PKM Katowice      | 15           | 2011                          | [ 18 ]            |
| PKM Sosnowiec     | 8            | 2003-2005                     | [ 19 ]            |
| MPK Częstochowa   | 11           | 2009–2010                     | [ 20 ]            |
| KPK Białystok     | 16           | 2010/2013/2015                |                   |
| MZK Bielsko-Biała | 10           | 2011                          | [ 21 ]            |
| PKS Gdynia        | 13           | 2000/2014/2017                | [ 22 ]            |
| SPAD Szczecin     | 10           | 1999/2003/2004/2006           | [ 23 ]            |
| PKS Szczecin      | 5            | 2004/2005                     | [ 23 ]            |
| SPGK Sanok        | 6            | 2001-2003                     |                   |
| RAZEM:            | 290          |                               |                   |